# アンドレアス・メラー
アンドレアス・ヴァルター・メラー（Andreas Walter Möller、1967年9月2日 - ）は、ドイツ・フランクフルト出身の元サッカー選手。選手時代のポジションは攻撃的ミッドフィールダー。

## クラブ経歴
アイントラハト・フランクフルトですぐに頭角を現した。ボルシア・ドルトムントへの移籍を経て、フランクフルトへ複帰。1992年にセリエAのユヴェントスFCに移籍し、2シーズンを過ごした。1992-93シーズンのUEFAカップ決勝のドルトムント戦では1stレグでは2アシストを決めて3-1での勝利に貢献、2ndレグでは1ゴール1アシストの活躍で優勝に貢献した(決勝2試合でユベントスが奪った全6ゴールのうち、4ゴールに絡んだ。)。セリエAではMFとして2シーズンで19得点を挙げたが、ロベルト・バッジョの陰に隠れがちだった。
1994年に再びボルシア・ドルトムントに復帰、1994-95シーズンにはクラブ史上初のリーグ優勝を果たすと、翌1995-96シーズンもリーグ優勝を果たした。1996-97シーズンのUEFAチャンピオンズリーグ決勝では古巣ユベントスと対戦、この試合でリードレの決勝ゴールとリッケンのダメ押しゴールをアシストして、チーム初の欧州制覇に大きく寄与した。1997年のトヨタカップ優勝(大会MVPを獲得した。この年のバロンドール投票では自己最高位となる6位に入った。しかし、1999-00シーズンに不振に陥り、出場機会が半減、同時にチームは低迷した。また、自身もドイツ代表に招集されなくなり、クラブでもベンチで暖める日々が続いた。
2000-01シーズンにドルトムントのライバルチームであるシャルケ04へ移籍をした。このシーズンは好調を維持し、11アシストを決めるなど、バイエルンとの優勝争いを演じ、DFBポカールの連覇に貢献、Kiker誌が選ぶベストイレブンに選出された。
2003-04シーズンに古巣フランクフルトに在籍したのを最後に現役を引退。ブンデスリーガでは429試合110ゴールの成績を残した。また1989-90シーズンには14アシスト、1995-96シーズンには13アシストでブンデスリーガの最多アシスト者となるなど、多くのアシストも決めた。現在はドイツ4部のクラブでサッカー指導者としての道を歩んでいる。

## 代表経歴
1988年9月21日のソビエト連邦戦で代表デビューを果たす。1990年のワールドカップ・イタリア大会では準々決勝の1試合(7分)の出場ながら優勝を経験。それまでは控えであったが、90年大会以降ピエール・リトバルスキーから背番号「7」を受継ぎ、1994年のワールドカップ・アメリカ大会、1998年のワールドカップ・フランス大会にもそれぞれドイツ代表として出場し、1996年のUEFA欧州選手権1996ではグループリーグ初戦のチェコ戦でゴールを決めるなど、中心選手としてドイツの優勝に貢献した。

## プレースタイルなど
高いテクニック、スピード、パスセンスを持ち、ゲームを組み立てた。強烈なシュートを武器とし、チャンスメーカとして優れていただけではなく、得点能力も兼ね備えていた。またセットプレーのスペシャリストでもあった。
フランツ・ベッケンバウアーは、1990年代のドイツで最も優れた才能の持ち主だと評価していた。また、オットー・レーハーゲルからはヴォルフガング・アマデウス・モーツァルトに例えられた。

## 代表歴

### 出場大会
- 西ドイツ/ドイツ代表
  - 1990 FIFAワールドカップ (優勝)
  - UEFA EURO '92 (準優勝)
  - 1994 FIFAワールドカップ (ベスト8)
  - UEFA EURO '96 (優勝)
  - 1998 FIFAワールドカップ (ベスト8)

### 試合数
- 国際Aマッチ 85試合 29得点（1988年-1999年）[15]

| ドイツ代表 | 国際Aマッチ | 国際Aマッチ |
| 年         | 出場        | 得点        |
| ---------- | ----------- | ----------- |
| 1988       | 1           | 0           |
| 1989       | 6           | 2           |
| 1990       | 7           | 1           |
| 1991       | 5           | 1           |
| 1992       | 7           | 1           |
| 1993       | 10          | 7           |
| 1994       | 12          | 2           |
| 1995       | 9           | 5           |
| 1996       | 12          | 6           |
| 1997       | 4           | 0           |
| 1998       | 10          | 4           |
| 1999       | 2           | 0           |
| 通算       | 85          | 29          |

## 指導歴
- ビクトリア・アシャッフェンブルク 2007-2008
- キッカーズ・オッフェンバッハ 2009-

## 獲得タイトル
- 1990年 ワールドカップ・イタリア大会優勝:1回
- UEFA欧州選手権
  - 優勝:1回 1996
  - 準優勝:1回1992
- トヨタカップ:1回 1997
- UEFAチャンピオンズリーグ優勝:1回 1997
- UEFAカップ優勝:1回 1993
- ブンデスリーガ優勝:2回 1995、1996
- DFBポカール優勝:3回 1989、2001、2002、1995